# عبد الرحمن آل رشي
عبد الرحمن آل رشي (7 سبتمبر 1934 – 12 أبريل 2014)، ممثل سوري. ينتمي إلى جيل الفنانين الرواد الذين واكبوا انطلاقة الدراما التلفزيونية منذ بداياتها في الستينيات وهو أحد أهم أعمدة الدراما السورية والعربية وعضو مؤسس في نقابة الفنانين السوريين. شارك في الكثير من الأعمال في السينما والتلفزيون.

## حياته
ولد في دمشق وهو من أصل كردي، أما والدته فهي من أصول شركسية، بدأ مسيرته الفنية عام 1955 وتميز بإجادته للغة العربية الفصحى في الأعمال الدرامية والمسرحية والإذاعية وبرخامة صوته.
ذكر في أحد اللقاءات التلفزيونية أنه أحب دخول مجال الفن في فترة الخمسينيات إلا أنه واجه معارضة شديدة من الأهل وخصوصًا من والده، فتحول عن الفكرة ولم يدخل مجال التمثيل إلا بعد وفاته وكان ذلك من خلال النادي الشرقي.
شارك في عدد من الأعمال السينيمائية كفيلم الصعاليك (1968)، رجال تحت الشمس (1970)، المخدوعون (1972)، المطلوب رجل واحد (1973)، اليازرلي (1974)، مجنون ليلى (1989) وحلاوة الروح (2008)، وفي عدد من الأعمال التلفزيونية التي تجاوزت 150 مسلسل. كما قدّم أعمالاً صوتية شعرية تتغنى بالشام وعدداً من الأغنيات الوطنية منها (أنا سوري آه يا نيالي) وأوبريت (كل شي تدمّر رح يتعمّر) برفقة عدد من نجوم الغناء.
أخر الأعمال الفنية التي شارك فيها قبل وفاته هو مسلسل الغربال حيث جسد شخصية (أبو سالم) زعيم حارة الشاغور.

## وفاته
توفي في دمشق في 12 أبريل 2014 عن عمر ناهز 80 عامًا إثر ذبحة صدرية مفاجئة بعد معاناة من مشاكل في الجهاز التنفسي دامت لسنوات طويلة.

## أعماله

### في السينما
- 1979: الفخ
- 1975: كفر قاسم
- 1974: العار
- 1974: السيد التقدمي
- 1974: اليازرلي
- 1973: المطلوب رجل واحد
- 1972: المخدوعون
- 1971: الثعلب.[8]

### في التلفزيون
- 2014: الغربال
- 2013: قمر شام
- 2012: عمر ( صوت الوحي )
- 2011: في حظرة الغياب
- 2011: رجال العز (الزعيم ابو بطرس)
- 2010: القعقاع بن عمرو التميمي
- 2010: الدبور
- 2008: غفلة الأيام
- 2008: الحوت
- 2008: بيت جدي
- 2008: أهل الراية (الجزء الأول)
- 2007: باب الحارة (الجزء الثاني) (الزعيم ابو صالح)
- 2006: باب الحارة (الجزء الأول) (الزعيم ابو صالح)
- 2006: علماء في جبين الشمس
- 2005: ملوك الطوائف
- 2005: الظاهر بيبرس
- 2002: زمان الوصل
- 2002: هولاكو
- 2001: صلاح الدين الأيوبي
- 2000: الخوالي (ابو جواد )
- 2000: حكايا من ظرفاء ولكن
- 1999: الطير
- 1998: تاج من شوك
- 1996: العبابيد
- 1996: جواهر
- 1996: القيد
- 1995: الثعبان
- 1991:التائب
- 1993: نهاية رجل شجاع
- 1989: غضب الصحراء
- 1977: ساري العبد الله
- 1976: راس غليص
- 1968: مذكرات حرامي

## روابط خارجية
- عبد الرحمن آل رشي على موقع قاعدة بيانات الأفلام العربية